# Lydinolydella humeralis
Lydinolydella humeralis är en tvåvingeart som först beskrevs av Wulp 1890.  Lydinolydella humeralis ingår i släktet Lydinolydella och familjen parasitflugor. Inga underarter finns listade i Catalogue of Life.